# Doria Landi Pamphili

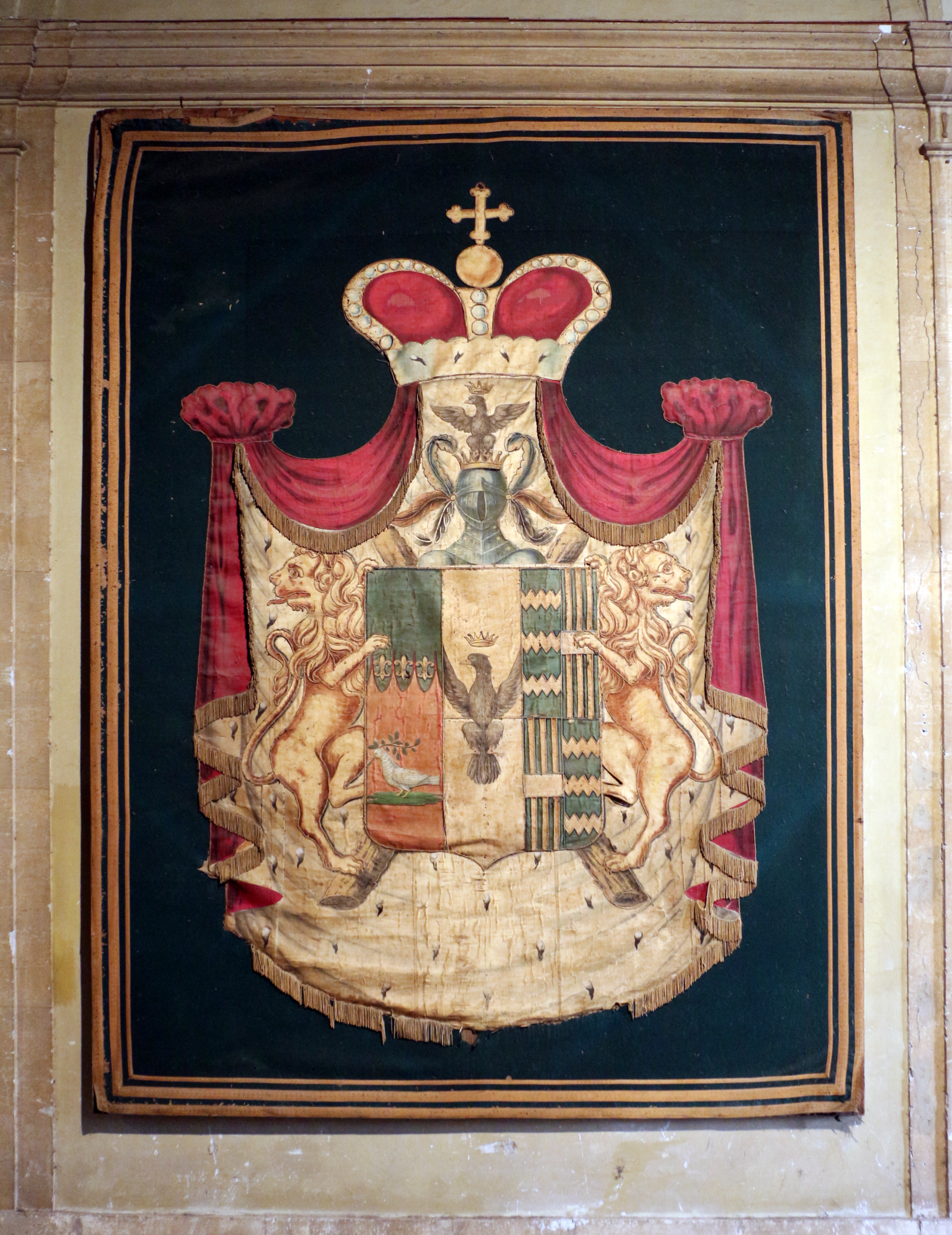
Lo stemma dei Doria Landi Pamphilj su di un arazzo nel Palazzo Doria-Pamphilj a Roma

La famiglia Doria Landi Pamphili, o Doria Pamphili Landi, o più semplicemente Doria Pamphili fu un'illustre famiglia di antica nobiltà genovese, napoletana e romana.

## Storia

### Origini
Il cognome, composto da tre famiglie nobili di ascendenza secolare, è stato l'esito di due importanti matrimoni:
- Agli inizi del XVII secolo, Giovanni Andrea II Doria sposò Maria Polissena Landi, principessa di Val di Taro (Parma): in seguito a ciò, vennero acquisiti il patrimonio, il cognome e la blasonatura dei Landi (che potevano vantare una consanguineità con la dinastia imperiale di Svevia). Tali elementi araldici sono ancora oggi presenti nello stemma di famiglia.
- Nel 1763, per volere di papa Clemente XIII, il cognome, gli stemmi ed i beni della famiglia Pamphili furono concessi a Giovanni Andrea IV Doria Landi (1705-1764), principe di Melfi, di Val di Taro e di Meldola (presso Forlì). Dopo la improvvisa scomparsa del cardinale Girolamo Colonna erede testamentario del patrimonio Pamphilj, la richiesta del principe Giovanni Andrea IV era fondata sul diritto acquisito a seguito del matrimonio tra Giovanni Andrea III Doria e Anna Pamphili (1671)[1], al fine di regolare la successione di Girolamo Pamphili che non aveva lasciato eredi maschi e la disputa insorta sul destino di Villa Doria Pamphilj a Roma. In onore del cardinale Giovanni Battisti Pamphili, futuro Innocenzo X, fu ampliata la villa dopo la sua elezione al soglio pontificio nel 1644.

### A Roma
Nel 1767, Andrea IV Doria Landi Pamphili, figlio di Giovanni Andrea IV, seguito dalla moglie Leopolda di Savoia-Carignano, si trasferì da Genova a Roma, in forza di un Decreto Pontificio che obbligava i titolari di ingenti patrimoni immobiliari di risiedere entro il territorio dello Stato. La nobile coppia prese quindi dimora nel palazzo, negli anni 2000 ancora abitato dagli eredi della famiglia.
I fratelli di Andrea, Antonio (1749-1821) e Giuseppe (1751-1816), abbracciarono la vita ecclesiastica, divenendo entrambi cardinali. All'apice di un crescendo di responsabilità, giunsero rispettivamente alle nomine di Maestro di Camera e di Segretario di Stato vaticano, al tempo di papa Pio VI.
Uno dei nove figli di Andrea IV, Luigi Giovanni Andrea V Doria Pamphili Landi (1799-1829), sposò, nel 1808, Teresa Orsini di Gravina, fondatrice delle Suore Ospedaliere della Misericordia e delle Dame Lauretane.
Nel 1870 Filippo Andrea V Doria Pamphili Landi (1813-1876), erede primogenito, divenne Assessore facente funzioni di Sindaco di Roma dal 21 dicembre 1870 al marzo 1871.

### Estinzione
Il principe Filippo Andrea VI Doria Pamphili Landi (1886-1958), convinto antifascista, fu il sindaco di Roma dal 10 giugno 1944 al 10 dicembre 1946. Il suo mandato attraversò la Liberazione d'Italia e la transizione al nuovo ordinamento costituzionale repubblicano.
Nel 1958 fu celebrato a Londra il matrimonio fra Orietta Doria Pamphili Landi (1922-2000), ultima discendente in linea diretta della storica e blasonata famiglia, e Frank George Wignall Pogson (1922-1998), ufficiale della Royal Navy britannica, che, in seguito al matrimonio, aggiunse al proprio cognome anche quelli della moglie.
I coniugi Pogson Doria Pamphili, che non ebbero figli, adottarono, quindi, due bambini di origine inglese:
- Jonathan, che presso l'ambasciata britannica della Svizzera ha celebrato la sua unione con il brasiliano Elson Edeno Braga[4] e tramite due maternità surrogate ha avuto i figli Emily e Filippo Andrea;
- Gesine Margaret Orietta Mary che, unitasi in matrimonio con Massimiliano Floridi, storico dell'arte e diacono della Chiesa cattolica,[5] ha avuto da questi quattro figlie: Anna, Elisa, Orietta e Irene[4].

Con la morte della principessa Orietta Doria Pamphili Landi il casato si è, dunque, estinto con i relativi titoli nobiliari in quanto (salvo provvedimento regio) gli stessi sono trasmissibili solo per linea maschile ai discendenti legittimi e naturali (e, quindi, non per linea femminile ai figli adottivi).
Nell'ottobre del 2009, Gesine ha citato in giudizio il fratello Jonathan Pogson in merito al diritto di successione patrimoniale dei suoi figli.
Nel 2010, il tribunale di Roma si pronunciò affermando che non sussisteva il diritto di presentare il caso davanti a tale tribunale.
All'epoca non era ancora stata approvata in Italia la legge sul riconoscimento delle unioni civili, fermo restando che per la legge italiana in materia di fecondazione eterologa il "donatore di gameti" non può far valere nei confronti del nato "alcun diritto né essere titolare di obblighi", mentre la madre naturale non ha "diritto all'anonimato" (l. 40/2004, art. 9), e il convivente con patti concludenti non può "disconoscere la paternità". L'art. 9 è stato dichiarato incostituzionale (al primo e ultimo comma) nel 2014.

## Principi di Melfi
- Andrea Doria (1466-1560), I principe di Melfi
- Marcantonio Doria del Carretto,  II principe di Melfi
- Zanobia Del Carretto Doria, (1540–1590), III principessa di Melfi
- Gianandrea Doria (1539-1606), IV principe di Melfi
- Andrea Doria (1570-1612), V principe di Melfi
- Giovanni Andrea Doria (1606-1618), VI principe di Melfi
- Giovanni Andrea Doria (1607-1640), VII principe di Melfi
- Andrea Doria (1628-1654), VIII principe di Melfi
- Giovanni Andrea Doria Landi (1653-1737), IX principe di Melfi
- Giovanni Andrea Doria Landi (1705-1764), X principe di Melfi
- Andrea Doria Landi Pamphili (1747-1820), XI principe di Melfi
- Luigi Giovanni Doria Landi Pamphili (1779-1838), XII principe di Melfi
- Filippo Andrea Doria Landi Pamphili (1813-1876), XIII principe di Melfi
- Giovanni Andrea Doria Landi Pamphili (1843 – 1890), XIV principe di Melfi
- Alfonso Doria Landi Pamphili (1851-1914), XV principe di Melfi
- Filippo Andrea Doria Landi Pamphili (1886-1958), XVI principe di Melfi
- Orietta Doria Landi Pamphili (1922-2000), XVII e ultima principessa di Melfi

## Cardinali Doria Pamphili
(tra parentesi l'anno della nomina)
- Giuseppe Maria Doria Pamphilj (1785)
- Antonio Maria Doria Pamphilj (1785)
- Giorgio Doria Pamphilj Landi (1816).